# Guillaume Joli

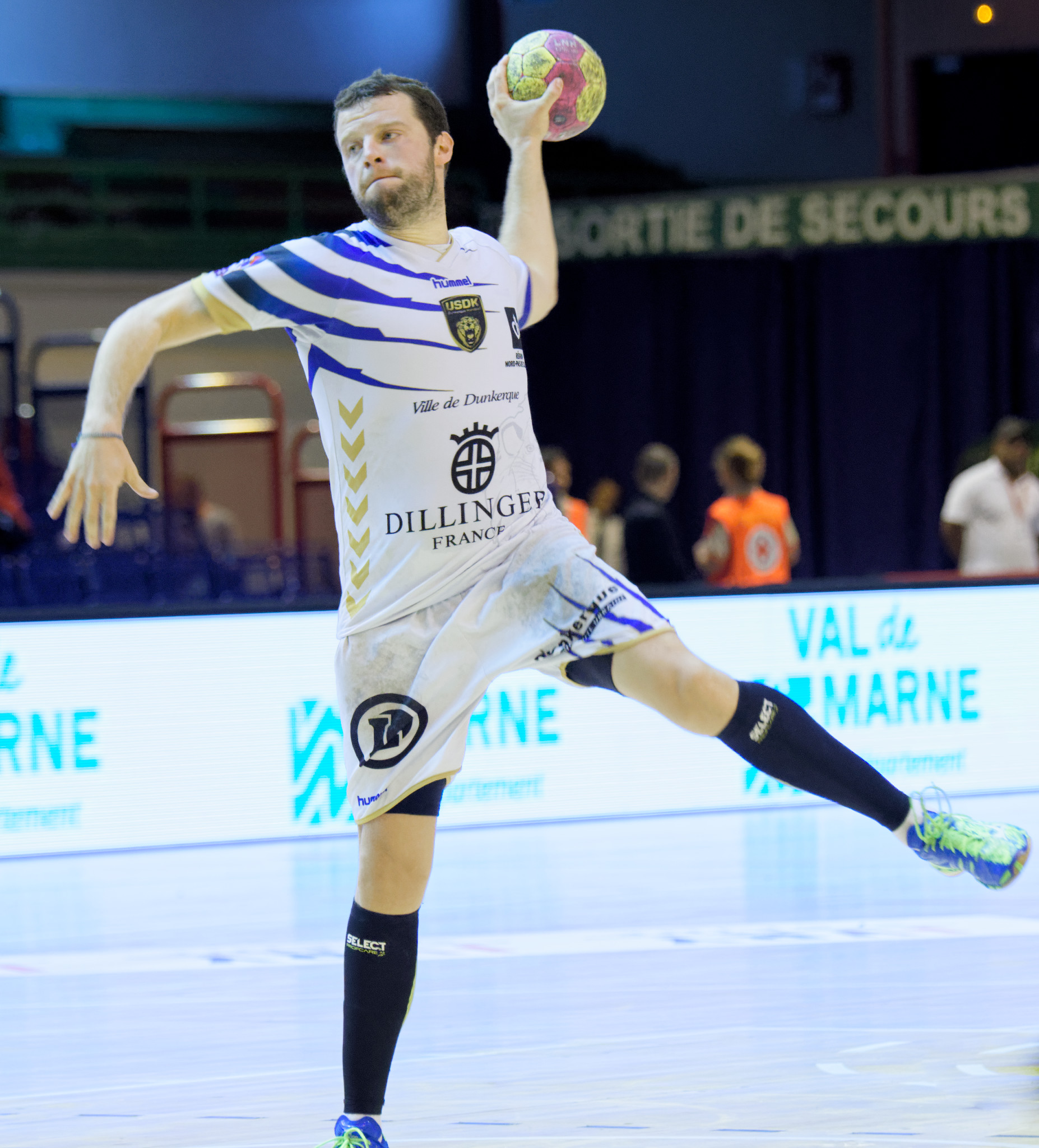
Guillaume Joli sous le maillot de l'US Dunkerque en 2016.

Guillaume Joli, né le 27 mars 1985 à Lyon, est un joueur puis entraîneur français de handball.
Évoluant au poste d'ailier droit, il est avec l'équipe de France triple champion du monde, double champion d'Europe et champion olympique en 2012.
Au terme de sa carrière de joueur, il devient responsable du pôle espoir à Lyon et sélectionneur des équipes de France U17 puis France U21.

## Biographie
En février 2014, au terme de son contrat avec Dunkerque, il signe un contrat de 3 ans dans le club allemand du HSG Wetzlar et découvre ainsi la Bundesliga. Après avoir rompu son contrat à l'amiable avec Wetzlar, il retourne à Dunkerque à l’intersaison 2016 pour remplacer au poste d'ailier droit Théophile Caussé qui a signé au Montpellier Handball. Il y met un terme à sa carrière en 2019.
En équipe de France, il était la doublure de Luc Abalo à l'aile droite et était le spécialiste des jets de 7 m, aux côtés de Michaël Guigou. À titre d'exemples, il a marqué 20 de ses 22 buts sur jets de 7 m lors de l'Euro 2010 et a réalise un parfait 10 sur 10 lors du match France-Serbie de l'Euro 2014.

## Palmarès

### En équipe de France
Guillaume Joli connait sa première sélection en Équipe de France le 16 juin 2006 contre l'Espagne . Ses résultats en équipe de France sont :
Jeux olympiques
- Médaillé d'or aux Jeux olympiques de 2012 de Londres au Royaume-Uni

Championnats du monde
- Médaillé d'or au Championnat du monde 2009 en Croatie
- Médaillé d'or au Championnat du monde 2011 en Suède
- Médaillé d'or au Championnat du monde 2015 au  Qatar

Championnats d'Europe
- Médaille d'or au Championnat d'Europe 2010 en Autriche
- 11e place au Championnat d'Europe 2012 en Serbie
- Médaille d'or au Championnat d'Europe 2014 au Danemark

### En clubs
compétitions nationales 
- Championnat de France
  - Vainqueur (1) : 2014
  - Vice-Champion de France (5) : 2006, 2008, 2009, 2010 (avec Chambéry SH), 2013 (avec Dunkerque HGL)
- Vainqueur de la Coupe de la Ligue (1) : 2013
- Vainqueur de la Trophée des Champions (1) : 2012
- Finaliste de la Coupe de France (1) : 2009, 2019
- Finaliste de la Coupe du Roi en 2011

### Entraîneur
- Champion régional 2017 avec l'équipe -18 de Dunkerque HGL et vainqueur de la coupe régionale.[réf. souhaitée]
- Champion régional 2016 avec l'équipe -17 du Wetzlar.[réf. souhaitée]

### Distinctions personnelles
- Meilleur buteur du championnat de France 2004-2005 avec 164 buts à 92,7 % de réussite au tir
- Chevalier de la Légion d'honneur en 2013[9]